# Emiliano Velázquez
Emiliano Daniel Velázquez Maldonado (ur. 30 kwietnia 1994 w Montevideo) – urugwajski piłkarz występujący na pozycji środkowego obrońcy w klubie Nacional. Wychowanek Danubio. Młodzieżowy wicemistrz świata do lat 17 oraz do lat 20.
Jego brat Matías Velázquez również jest piłkarzem.

## Kariera klubowa
Velázquez rozpoczął swoją karierę w klubie Danubio, gdzie trenował od najmłodszych lat. 3 czerwca 2012 roku zadebiutował w pierwszej drużynie podczas przegranego 1:2 spotkania z Bella Vistą, wychodząc w podstawowym składzie i opuszczając boisko w 55. minucie z powodu czerwonej kartki. Był to jego jedyny występ podczas sezonu 2011/12.
W kolejnych rozgrywkach Velázquez grał już regularnie, wybiegając na murawę w 24 meczach. Mimo to, ostatecznie Danubio zakończyło Aperturę na jednym z końcowych miejsc, jednak w Clausurze uplasowało się na piątej pozycji. 31 sierpnia 2013 roku zdobył swoją pierwszą bramkę w seniorskim futbolu podczas wygranego 2:1 spotkania z Liverpoolem Montevideo.
27 sierpnia 2014 Velázquez podpisał pięcioletni kontrakt z hiszpańskim Atlético Madryt, zaś dzień później trafił na zasadzie rocznego wypożyczenia do Getafe CF.

## Kariera reprezentacyjna
Velázquez ma za sobą grę w juniorskich reprezentacjach Urugwaju w wielu kategoriach wiekowych. W 2011 roku wraz z kadrą Urugwaju do lat 17 wziął udział w rozgrywanych w Meksyku młodzieżowych Mistrzostwach Świata, pełniąc podczas turnieju funkcję kapitana. Dwa lata później znalazł się w składzie reprezentacji do lat 20, który wyjechał do Turcji, by wziąć udział w młodzieżowe Mistrzostwa Świata.
8 września 2013 roku Velázquez otrzymał od Óscara Tabáreza powołanie do seniorskiej kadry na towarzyski mecz z Kolumbią. Ostatecznie w reprezentacji A zadebiutował 10 października 2014 roku, wychodząc w podstawowym składzie na zremisowane 1:1 spotkanie towarzyskie z Arabią Saudyjską.

## Sukcesy

### Danubio
- Mistrzostwo Urugwaju: 2013/14

### Urugwaj
- Wicemistrzostwo Ameryki Południowej do lat 17: 2011
- Wicemistrzostwo Świata do lat 17: 2011
- Wicemistrzostwo Świata do lat 20: 2013